# Alfonso Giraldo Bergaz
Alfonso Giraldo Bergaz (Murcia, 23 de enero de 1744-Madrid, 19 de noviembre de 1812) fue un escultor neoclásico español.

## Biografía
Hijo del escultor Manuel Bergaz, se trasladó a Madrid con su familia muy joven, formándose en la Real Academia de Bellas Artes de San Fernando, en la que aparece matriculado ya en 1757, con Felipe de Castro, escultor de cámara de Fernando VI. Ganó la medalla de oro en 1763 en el concurso de segunda clase de escultura de la Academia y en 1766 se presentó al concurso de escultura de primera clase, ganando el segundo premio.
En 1774 obtuvo el nombramiento de académico de mérito de la Real Academia de Bellas Artes de San Fernando, siendo elegido en 1782 para la plaza de teniente director de escultura. Entre los méritos alegados en su solicitud, Bergaz hacía constar la ejecución de ocho figuras en estuco para el convento de San Francisco y dos figuras y mascarones para las fuentes del Prado, en la llamada fuente de la Alcachofa, trasladada a los jardines del Retiro.
Un año más tarde se trasladó a Rentería para realizar la obra en estuco del retablo mayor de su parroquia. En 1783 ejecutó también el monumento a Carlos III para la ciudad de Burgos, actualmente en la Plaza Mayor, con la efigie del monarca de cuerpo entero ejecutada en bronce. A la muerte de Roberto Michel en 1786 optó sin éxito a la plaza vacante de director de Escultura, aportando como méritos, junto a los señalados, diversas obras realizadas para los palacios de Liria y de Altamira, algunas más enviadas a América y algunos ornatos en la fuente de Apolo. 
Con ocasión de la coronación de Carlos IV en 1789 y por encargo del arquitecto Juan Pedro Arnal, decoró con  esculturas y ornatos efímeros varias fachadas de Madrid, como la Real Casa de Correos, Real Academia de las tres nobles Artes y la casa del Marqués de Astorga.

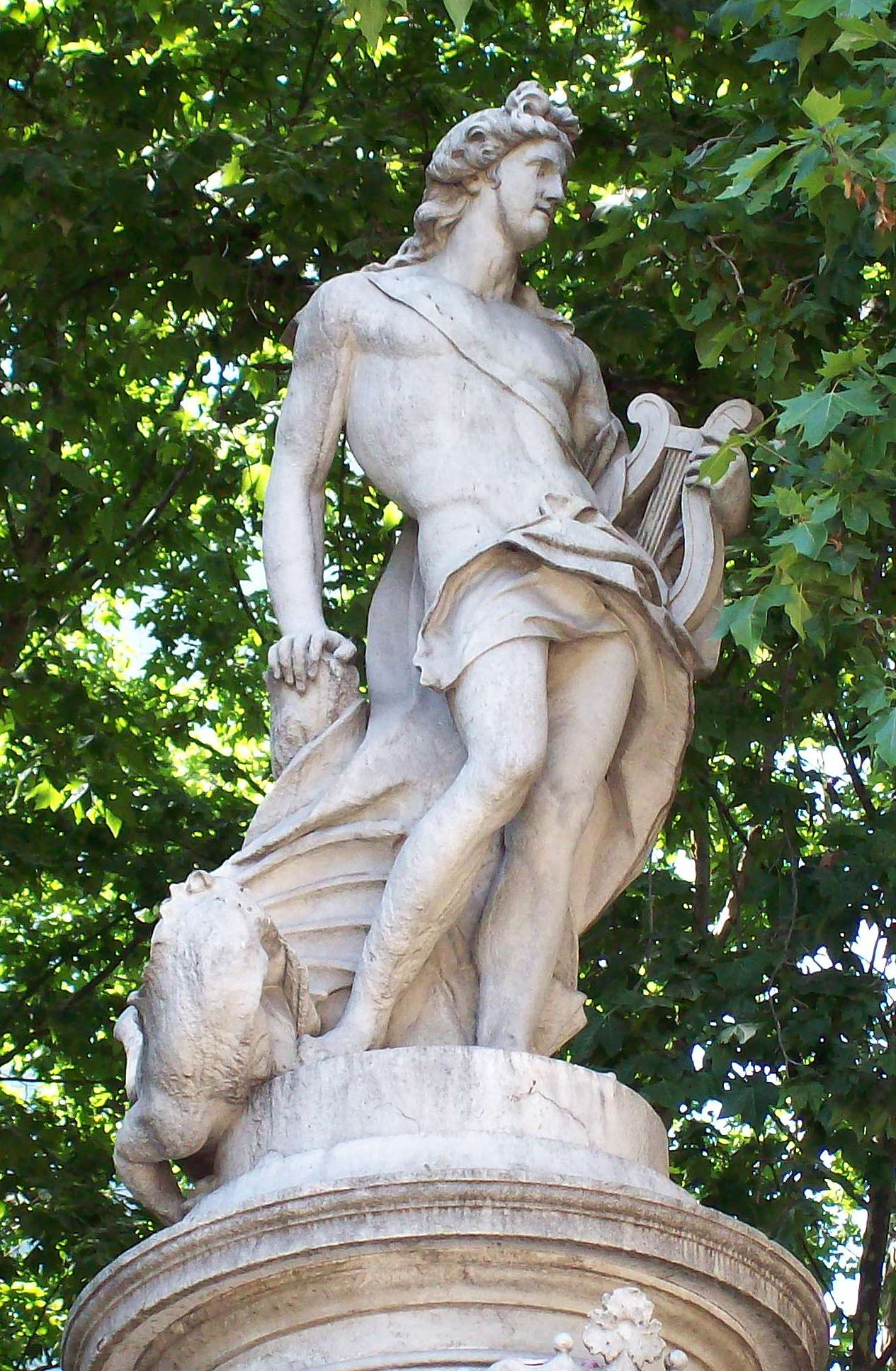
Estatua de Apolo en Madrid, obra de Bergaz.

Junto con el escultor Juan Adán, colaboró en 1791 en la realización de un templete para la capilla mayor de la catedral de Salamanca, pero por razones económicas no llegó a colocarse, conservándose su maqueta en el Museo Diocesano. Con este mismo escultor (Juan Adán), realizó los ángeles de mármol para el templete del altar mayor de la catedral de Jaén.
En 1797 obtuvo finalmente el cargo de director de Escultura de la Academia, al morir Manuel Álvarez de la Peña. En el memorial presentado para la ocasión mencionaba numerosas obras para iglesias y órdenes religiosas de Madrid, como las realizadas para la iglesia de San Andrés y las parroquias de San Ginés y Santa Cruz, las esculturas de san Francisco de Sales y Santa Juana Francisca Frémyot para la fachada de las Salesas Reales en Madrid, y el conjunto de la decoración escultórica de la iglesia de las Escuelas Pías de San Fernando, actualmente Biblioteca del Centro Asociado de la UNED en Madrid. También había trabajado mucho para fuera de Madrid, citándose obras en la catedral de Jaén y en iglesias de Cuenca, la provincia de Charcas en Bolivia y La Habana.
En 1807 fue nombrado director general de la Academia, cargo que desempeñó hasta la fecha de su muerte. El mismo año concluyó su última obra conocida, la talla del Cristo de la Agonía para la Capilla de la Congregación del Santísimo Cristo en la iglesia de San Ginés de Madrid, de tamaño mayor del natural.